# Stendaholmen
Stendaholmen est une île norvégienne du comté de Hordaland appartenant administrativement à Bergen.

## Description
Rocheuse et couverte d'arbres,à fleur d'eau, elle s'étend sur environ 306 m de longueur pour une largeur approximative de 142 m. 